# 商丘北站
商丘北站位于河南省商丘市梁园区双八镇，是京九铁路的一座火车站，等级为二等站，距北京西站670公里，距常平站1645公里，本站及相邻上下行区间均为电气化区段。车站建于1996年，是京九铁路在河南省境内的第二个站点（第一个为台前站，由济南铁路局聊城车务段管辖）。